# Coleske
Coleske sind die südafrikanischen Musiker Arnold und Ewald Coleske, die 1997 mit dem Lied Take Me Where the Sun Is Shining bekannt wurden.

## Hintergrund
Die Brüder hatten 1997/1998 mit Take Me Where the Sun Is Shining vom Album Coleske einen Titel in den europäischen Hitparaden, der auch heute noch häufig im Radio gespielt wird. In den Single-Verkaufscharts erreichte der Titel in Österreich Platz 7 und in Deutschland noch Platz 75. Weitere Erfolge konnte Coleske nicht verzeichnen, es ist daher ein klassisches One-Hit-Wonder.
Coleske konnten insgesamt 350.000 Alben verkaufen. Ihr Debütalbum Coleske wurde in Südafrika mit Doppelplatin ausgezeichnet und erhielt einen South African Music Award. Heute sind Coleske als Musikproduzenten tätig.

## Diskografie

### Alben
- 1996: Coleske
- 2000: Faith In Love
- 2001: Coleske – Sings Simon & Garfunkel

### Singles
- 1997: Take Me Where the Sun Is Shining